# 会津荒海站
會津荒海站（日语：／ Aizu-arakai eki */?）是一個位於福島縣南會津郡南會津町關本字百一，屬於會津鐵道會津線的鐵路車站。

## 車站結構
對向式月台2面2線的地面車站。

## 相鄰車站
會津鐵道
■會津線
快速會津山岳特快
通過
普通 （包括東武伊勢崎線直通的快速、區間快速）
中荒井－會津荒海－會津山村道場